# Vampyroteuthis infernalis
A lula-vampira-do-inferno (Vampyroteuthis infernalis) é uma espécie de cefalópode que vive nas águas profundas do Atlântico e do Pacífico.  É o único cefalópode conhecido pela ciência capaz de viver em profundidades de 400-1000 m numa zona com um mínimo de dissolução de oxigênio. Tem um único filamento retrátil sensível, isolado e bipartido (Lat. Vampyromorphida, anteriormente Vampyromorpha), e tem semelhanças com lula e polvo.

## Descrição física

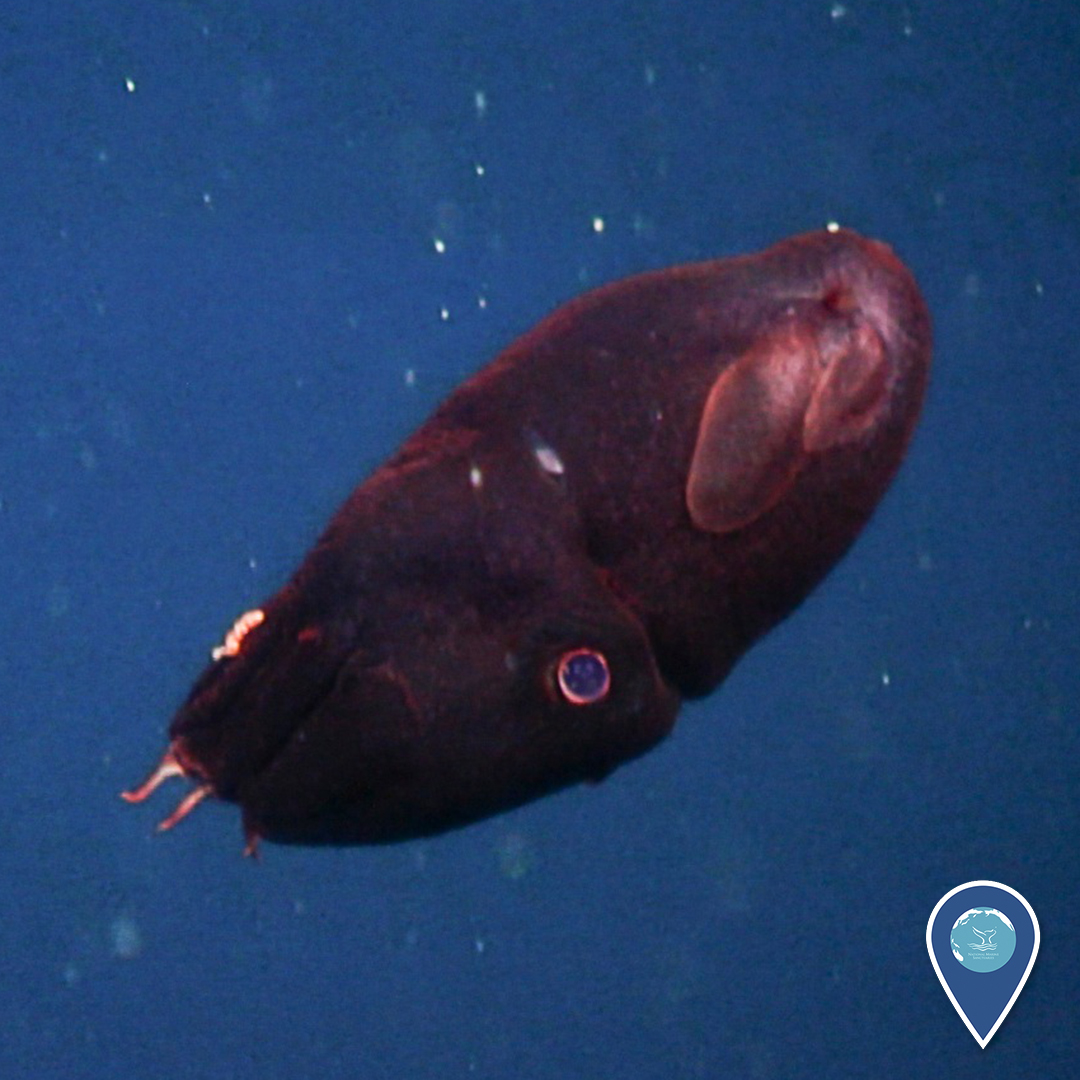
Uma jovem lula-vampiro nadando entre partículas brancas no Santuário Marinho Nacional da Baía de Monterey. Crédito da fotografia: NOAA/MBARI

A  lula-vampira-do-inferno é uma  relíquia e a única de seu tipo conhecida. Foi descrita pela primeira vez e erradamente referido como uma espécie de polvo em 1903 pelo zoólogo alemão Karl Hoon (Karl Hoon, 1852-1914), que estudou os cefalópodes. A lula-vampiro-do-inferno não excede 30 cm de comprimento e, normalmente, tem cerca de 15 centímetros. De  corpo gelatinoso, dependendo das condições de iluminação torna-se aveludado preto, vermelho, roxo ou da cor marrom. Possui uma membrana ligando os oito tentáculos, cada um dos quais é coberta por fileiras de espinhos moles ou gavinhas. As ventosas aparecem apenas nas extremidades dos tentáculos. O abaulamento dos olhos mede cerca 2,5 cm, sendo transparente, e também  muda de cor (vermelho ou azul) dependendo da luz. Este diâmetro de 2,5 cm está entre os maiores alcançados, em proporção ao corpo, entre todos os animais.
Os adultos têm um par de aletas auriculadas, crescentes de partes laterais do manto, que servem como seu principal meio de transporte: batendo suas barbatanas parecem estar "voando" através da água. O bico da lula-vampiro-do-inferno é branco. No tecido conjuntivo estão dois sacos que escondem flagelos velares, que podem esticar para muito além dos tentáculos.
Praticamente toda a superfície do corpo do molusco é coberta com órgãos de bioluminescência – photophores.  Parecem pequenos discos brancos, aumentam nas extremidades dos tentáculos e na base das barbatanas. Os órgãos de  bioiluminescência estão só na parte interna dos tentáculos com membranas. A lula-vampiro-do-inferno controla muito bem esses órgãos e é capaz de produzir desorientação com flashes de luz de duração desde alguns centésimos segundo a vários minutos. Além disso, pode controlar o brilho e tamanho das manchas de cor. 
Disponível em mais cefalópodes cromatóforos (as células de pigmento) da lula-vampiro-do-inferno são praticamente subdesenvolvidas, assim como a capacidade de mudar radicalmente a cor do corpo, necessárias para cefalópodes que vivem em plataforma, em uma grande profundidade e em completa escuridão não desempenha nenhum papel especial. 

## Habitat e adaptação
Um raro exemplo de cefalópodes em alto-mar, de acordo com dados atuais, que vive fora da zona de penetração de luz nas profundidades de 600-900 metros ou mais. Nesta região do mundo os oceanos possuem um habitat especial, conhecida como a zona de oxigênio mínimo. Aqui, a concentração de oxigênio é muito baixa para suportar o metabolismo aeróbio da maioria dos maiores organismos.  Entretanto, a lula-vampiro-do-inferno pode viver e respirar normalmente nesta zona com concentração de oxigénio de 3%. Nenhum dos outros cefalópodes conhecidos pela ciência sobreviveria, e, com raras exceções, os animais de outras espécies. 
Para a vida em grandes profundidades e sob alta pressão e falta de oxigênio, a lula-vampiro-do-inferno conta com várias adaptações importantes.  Tem o menor nível de metabolismo entre todos os cefalópodes que vivem em profundidade.  Contendo cobre no sangue, o pigmento hemocianina dá ao animal um sangue azul, que de forma eficiente liga e transporta oxigênio. Isto também contribui para uma grande superfície das brânquias. Na lula-vampira-do-inferno estão a musculatura, ainda que subdesenvolvidas encontram-se em um sistema perfeito de equilíbrio, onde a densidade do corpo, devido ao alto teor de tecido de amônia, praticamente corresponde à densidade da água do mar. Isto permite que o animal mantenha uma flutuabilidade com pouco esforço e proporciona uma mobilidade suficiente. 
A lula-vampira-do-inferno enxerga como se víssemos o céu ao entardecer: seus olhos sensíveis podem distinguir as silhuetas de outros animais, e ela nada flutuando por cima. Para proteger sua detecção dos outros animais, emite um brilho azulado de suas próprias membranas (ver bioluminescência). A luz dilui o contorno do animal, escondendo-o do ponto de vista de baixo. Esta estratégia é chamada largamente. Um par de fotorreceptores estão situados no topo da cabeça , possivelmente para alertar a lula-vampira-do-inferno sobre o movimento na parte superior. 
Como todo cefalópode do mar profundo, ela possui  o saco de tinta. No caso de uma ameaça, a tinta é liberada  a partir das pontas dos tentáculos, criando uma nuvem de muco pegajoso bioluminescente contendo inúmeras bolas azuis brilhantes. Uma cortina de luz, que dura até 10 minutos deve ser esperado para oprimir os predadores e dar a chance dela escapar na escuridão, não  navegando para muito longe. Este método de proteção é aplicada apenas em casos de perigo extremo, pois a regeneração do muco exige grandes inputs de energia.

## Desenvolvimento
Sabe-se pouco da ontogênese da lula-vampira-do-inferno.  No processo de desenvolvimento que passam por três formas morfológicas: os jovens espécimes tem um par de nadadeiras, uma forma intermediária de animais tem  um novo par e, finalmente, em adultos, o primeiro par de nadadeiras se degenera, outro par se forma.  Como a relação dos animais da área de superfície para volume do corpo cai, as aletas alteram o tamanho e a localização para alcançar a forma ideal de se mover. Juvenis utilizado para o movimento do jato principal, enquanto os adultos preferem usar nadadeiras.  Esta ontogenia singular causada pelo fato de que, no passado, várias formas do animal foram tomadas para diferentes tipos de famílias individuais. 
Comparada a outros cefalópodes do mar profundo, a lula-vampira-do-inferno é uma das raças mais raras, já que coloca um número muito pequeno de ovos.  O crescimento é abrandado devido à falta de nutrientes em habitats típicos das profundidades. Devido à enorme extensão do habitat e da raridade da população, o encontro de dois espécimes para fins de reprodução é um evento aleatório. A fêmea pode armazenar longos espermatóforos, e tão logo tenha cruzado com o exemplar masculino logo está pronta a fertilizar os ovos.  Após a fecundação, pode alimentá-los por até 400 dias, até a eclosão. Logo após parir, a fêmea pára de comer e morre. 
Os epécimes juvenis medem cerca de 8 mm de comprimento, sendo quase totalmente cópias em miniatura dos adultos.  São transparentes, não têm membranas entre os tentáculos, possuem olhos pequenos, e os flagelos não estão completamente formados.  Alguns estão indefinidos até o momento de começar a comer os peixes pequenos, vivendo de ricas reservas internas de nutrientes. Os jovens freqüentemente encontram-se s grandes profundidades, onde, presumivelmente, comem restos orgânicos que caem das camadas superiores do oceano. 

## Comportamento
Tudo o que se sabe até agora sobre o comportamento da lula-vampira-do-inferno obteve-se a partir de colisões acidentais com batiscafos de pesquisa. Capturados, os animais estão amiúde feridos, mas podem viver em aquário por mais de dois meses.  In vitro, é difícil obter informações confiáveis sobre o comportamento.  Observa-se que as lulas-vampira-do-inferno derivam com as correntes profundas, disparando flagelos. Se o flagelo entrar em contato com qualquer objeto ou perceber vibrações externas, os animais se agitam, entrando em movimento caótico.  Nadam a até dois comprimentos de corpo por segundo, acelerado por cerca de cinco segundos. Os músculos fracos, entretanto, limitam severamente a resistência. 
Cefalópodes que vivem em ambientes mais acolhedores podem arcar com o custo de energia da aceleração. As lulas-vampira-do-inferno tiveram que desenvolver outros métodos de economia de energia de fugir predadores.  Para complicar a caça, usam "fogos" bioluminescentes em conjunto com tentáculos retorcendo trajetórias caóticas brilhantes  e de movimentos imprevisíveis.  
Na posição de protecção, adotam uma postura que lembra uma abóbora, as lulas-vampira-do-inferno  voltam seus tentáculos para  dentro, fechando o corpo, e assume uma forma visualmente mais saliente, inchando. Agita externamente a superfície interna dos tentáculos com pigmentos e esconde quase completamente as photophores.  Agrupam tentáculos bem acima de sua cabeça, evitando um ataque sobre as partes vitais do corpo. Se um predador morde a ponta dos tentáculos, o animal volta a crescer. 
Sabe-se que se alimentam de pequenos crustáceos (incluindo camarão), cnidários. Em geral, desconhece-se suas dietas, mas dada a escassez do habitat, supõe-se serem onívoros.  Encontraram-se lulas-vampiro-do-inferno no estômago de animais de grande alto mar, como baleias e pinípedes, e capazes de mergulho profundo, como leões-marinhos.

## Sinônimos
Tem os seguintes sinônimos: 
- Cirroteuthis macrope Berry, 1911
- Vampyroteuthis macrope (Berry, 1911)
- Melanoteuthis lucens Joubin, 1912
- Watasella nigra Sasaki, 1920
- Danateuthis schmidti Joubin, 1929
- Hansenoteuthis lucens Joubin, 1929
- Melanoteuthis schmidti Joubin, 1929
- Melanoteuthis beebei Robson, 1929
- Retroteuthis pacifica Joubin, 1929
- Melanoteuthis anderseni Joubin, 1931